# (10447) Bloembergen
(10447) Bloembergen (3357 T-3) – planetoida z grupy pasa głównego asteroid okrążająca Słońce w ciągu 4,88 lat w średniej odległości 2,88 j.a. Odkryta 16 października 1977 roku.